# 小行星9603
小行星9603（英語：9603）是一颗围绕太阳公转的小行星。1991年11月9日，上田清二、金田宏在钏路市发现了此天体。
这颗小行星的绝对星等为309.03017等。